# 1st Regiment of Life Guards
Le 1st Regiment of Life Guards est un régiment de cavalerie et de garde de la British Army membre de la Household Cavalry. Le régiment a été créé en 1788 par la fusion du 1st (His Majesty's Own) Troop of Horse Guards et du 1st Troop of Horse Grenadier Guards. En 1922 le 1st Regiment of Life Guards fusionne avec la 2nd Regiment of Life Guards formé la même année en 1788 à partir des pour former les Life Guards le 21 mai 1922 toujours actif aujourd'hui et qui a repris les tradition des deux régiment de Life Guards.

## Histoire

### Création

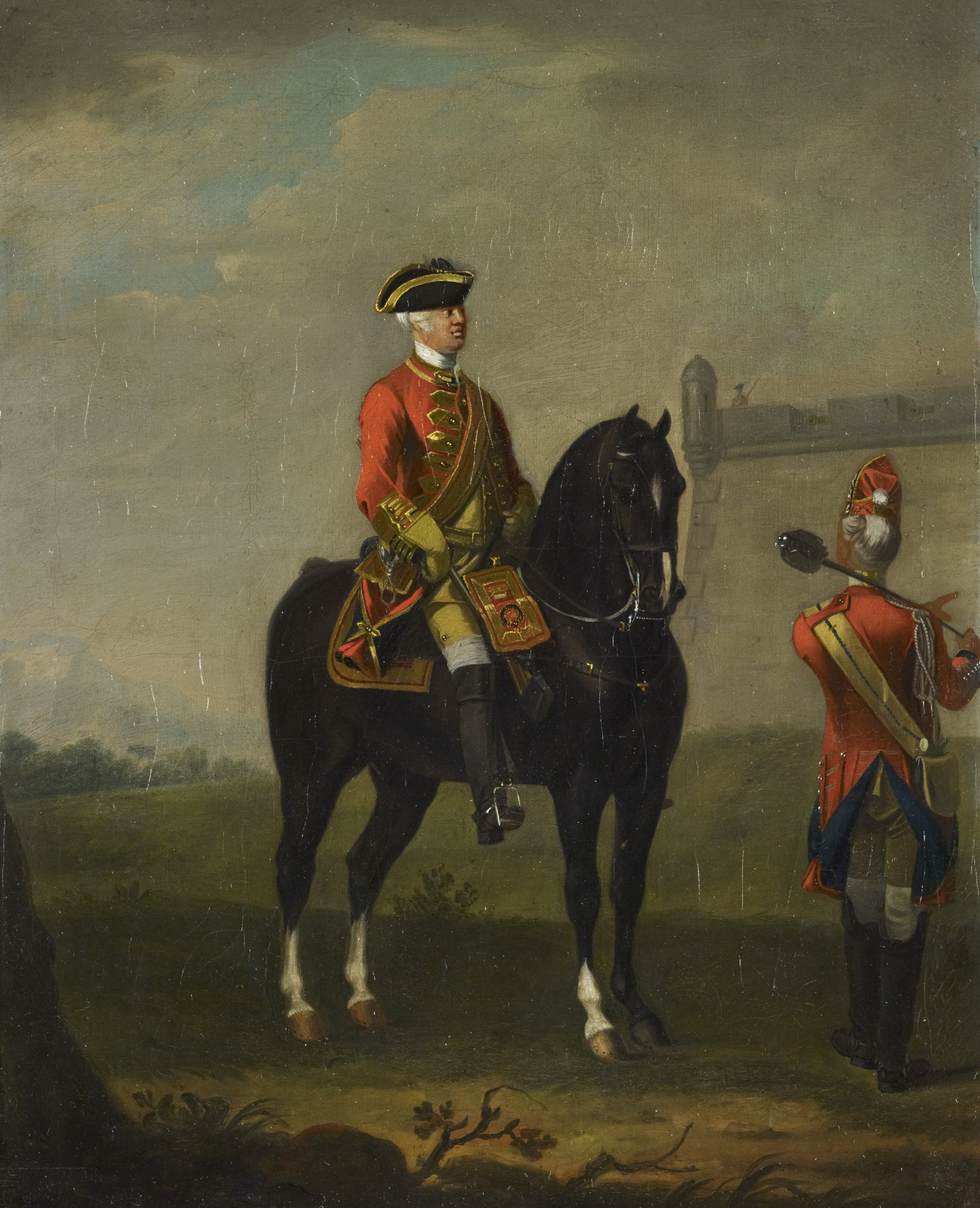
Cavalier du 1st Troop of Horse Guards à cheval et musicien du 1st Troop of Horse Grenadier Guards à pied, Davied Morier, vers 1750, Royal Collection.

Par le traité de Paris en 1783 le Royaume de Grande-Bretagne reconnait l'indépendance des Treize Colonies devenu les États-Unis. L'armée britannique sort affaibli de la révolution américaine et en 1788 l'armée est réformé pour rattraper son retard vis à vis des autres nations européennes. Si les français et les Espagnols ont échoué lors de la guerre d'indépendance des États-Unis à s'emparer de Gibraltar, des îles Anglo-Normandes ou d'opérer un débarquement en Grande-Bretagne ou en Irlande, la couronne britannique sait pertinemment qu'en cas de débarquement réussi l'armée serait dans une position délicate,. Le Private Gentleman's club of the Horse Guards qui formait le 1st (His Majesty's Own) Troop of Horse Guards, le 2nd Troop of Horse Guards, le 1st Troop of Horse Grenadier Guards et le 2nd Troop of Horse Grenadier Guards fondés sous les règnes de Charles II et Jacques II était dépassé, ils furent licenciés pour former deux régiment régulier de Life Guards, le 1st Regiment of Life Guards et le 2nd Regiment of Life Guards. Les deux nouveaux régiments étaient composé de 230 cavaliers et officiers recruté selon un critère de taille stricte. Pour entrer dans les Life Guards, il fallait faire entre 1,80m et 1,85m, sachant qu'à l'époque la taille moyenne était d'1,67m. Le premier problème auquel furent confrontés les Life Guards fût de leur trouver une caserne, l'opinion publique étant peu favorable à l'installation de militaires à côté des habitations. Ainsi le quartier général des Life Guards se trouvait à Knightsbridge, King Street et Portman Square, mais tous les cavaliers devaient trouver un logement par leurs propres moyens à une courte distance du quartier général faute d'une véritable caserne pour les accueillir. Le parlement britannique débattut de la possibilité de les déplacer à Regents Park Barracks dans un espace plus grand pouvant accueillir à la fois les cavaliers et leurs montures. Le dossier traîna et entre temps les effectifs avaient fondu et il ne restait en 1801 que le quart des effectifs de 1788.

### Guerres Napoléoniennes

#### Guerre de la Péninsule
Alors qu'en 1801 l'avenir du régiment était incertain et que on pensait déjà à le licencier pour reverser les effectifs vers d'autres régiments, la politique de William Pitt le Jeune à l'encontre de la France changea la donne pour le régiment,. Si en 1802 le Royaume-Uni de Grande-Bretagne et d'Irlande avait signé la paix d'Amiens et avait mis fin à la guerre de la deuxième coalition, le premier ministre William Pitt ne respecta pas l'accord, Malte restant sous contrôle britannique au lieu d'être restitué à la France qui l'avait conquise en marge de la campagne d'Égypte, le premier consul Bonaparte en représailles garda ses troupes en Hollande alors qu'elles auraient du évacuer le pays dès 1801, même chose pour Rome et Naples, de plus la France intervient dans les principautés allemandes et annexe le Piémont,,,. Ainsi, un an seulement après la signature de la paix à Amiens, celle-ci était caduc et la guerre reprit mais cette fois-ci le Royaume-Uni était seul contre la France. Devenu premier ministre pour un second mandat le 10 mai 1804, il fit tout pour apporter la guerre le plus loin possible de la Manche. La guerre avait repris depuis mai 1803 après que le gouvernement britannique fait saisir tous les navires français et hollandais à sa portée et confisque pour 200 millions de marchandises le 17 mai. Cette action ne fût pas sans réponse et le gouvernement français fit arrêter tous les ressortissants britanniques et, le 23 mai, le Royaume-Uni déclare la guerre à la France. Malgré le retour de la guerre en Europe, le Royaume-Uni va privilégier attaquer la France sur les mers et notamment s'emparer des colonies françaises et harceler la marine française que de s'engager sur le continent, au contraire elle finance une coalition sur le continent composée de l'empire d'Autriche et de l'Empire russe. En 1812, le gouvernement envoya deux escadrons de Life Guards, un du 1st Life Guards et un du 2nd LIfe Guards à Lisbonne pour participer à la guerre d'indépendance espagnole,. Ils restèrent à Lisbonne pendant six mois avant d'être envoyés au front lors de la campagne de 1813. Les régiments de la Household Cavalry étaient mis sous l'autorité de Wellington. Ils passèrent par Salamanque qui avait été reprise aux Français un an plus tôt à la suite de la bataille des Arapiles, et le 21 juin 1813, ils participèrent à la bataille de Vitoria,,. Ensuite, ils sont présents lors du siège de Saint-Sébastien début juillet 1813 puis à la bataille des Pyrénées fin  juillet début août 1813,. Une fois les Pyrénées franchis, ils sont en France et livrent bataille lors de la bataille de Toulouse en avril 1814, l'issue de la bataille est une victoire stratégique des coalisés du fait de la prise de la ville de Toulouse mais tactique française étant donné que les coalisés échouent à détruire l'armée de Soult qui s'en sort presque intacte,,. Après l'abdication de Napoléon 1er, les Life Guards retournent au Royaume-Uni en passant par Bordeaux puis Boulogne-sur-mer et enfin Douvres. 

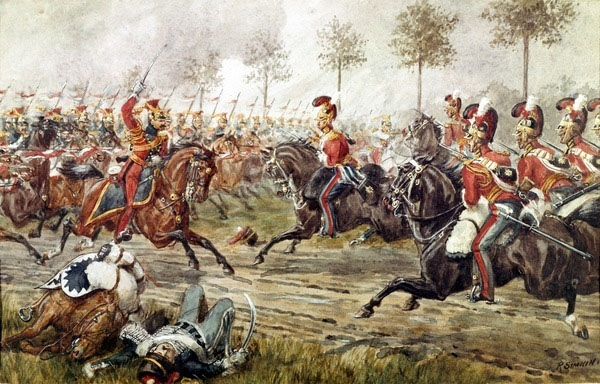
Charge du 1st Life Guards le 17 juin 1815 à Genappe face au lanciers rouges de la Garde impériale, Richard Simkin vers 1890, National Army Museum.

#### Campagne de Belgique

##### De l'arrivée en Belgique jusqu'à Genappe
Napoléon 1er étant exilé sur l'île d'Elbe, le gouvernement britannique décida de réduire les effectifs des Life Guards, cependant avec les Cent-Jours, le gouvernement britannique fît marche arrière et envoya le régiment en Belgique alors partie du Royaume uni des Pays-Bas,. Ils furent envoyés à Ostende et Bruges avant de rejoindre Wellington à Bruxelles. Comme le reste de la cavalerie britannique, mais aussi hollando-belge et hanovrienne, les Life Guards avaient été mis sous le commandement de Henry William Paget 2e comte d’Uxbridge, comme les King's Dragoon Guards le régiment fait partie de la 1re brigade de cavalerie britannique sous les ordres d'Edward Somerset et comprend les quatre régiments de cavalerie de la garde britannique, 1st Life Guards, 2nd Life Guards, Horse Guards et les King's Dragoon Guards. Pour la campagne de Belgique, deux escadrons ont été envoyés totalisant 265 hommes dont 12 officiers et 263 cavaliers, ils sont commandés par le Lieutenant-Colonel Samuel Ferrior. Les Life Guards ne participèrent pas à la bataille des Quatre Bras, mais protégèrent la retraite alliée. Le 17 juin, ils furent impliqués dans des escarmouches contre les lanciers rouges de la Garde impériale du colonel Jean-Baptiste Sourd. Leur mission était de délivrer les 7th Queen's Own Hussars et le 23rd Regiment of (Light) Dragoons qui avait reçu l'ordre d'attaquer les Français près de Genappe mais avait été mis en difficulté par ces derniers,,. Lord Uxbridge qui les commande personnellement face à l'avancé rapide des Français avait décidé d'envoyer sa cavalerie dans Genappe et avait envoyé ses cavaliers affronter la 5e division du 1er corps d'armée ou 1re division de cavalerie du 1er corps sous les ordres de Jacquinot et qui comprend le 7e régiment de hussards, le 3e régiment de chasseurs à cheval, le 3e régiment de chevau-légers lanciers, le 4e régiment de chevau-légers lanciers et la 2e compagnie du 1er régiment d'artillerie à cheval,. Lord Uxbridge prit en personne la tête des Life Guards pour repousser les lanciers du 3e et 4e régiment sous les ordres de Charles Martique et Louis Bro qui avaient sérieusement mis en difficulté le 7th Queen's Own Hussars et le 23rd Regiment of (Light) Dragoons,. Les Life Guards réussirent à repousser les Français dans Genappe où les petites ruelles ne permettent pas aux Français de pouvoir efficacement utiliser leurs lances,. Mais en poursuivant les lanciers de ligne français dans la ville, les Life Guards se mettent en danger et au croisement d'une rue, ils se font assaillir par les lanciers de la garde impériale,. Les Life Guards sont jetés hors de Genappe et sont poursuivis par les cavaliers légers français tandis que l'artillerie française leur tire dessus,. Le colonel Jean-Baptiste Sourd pour cette action est nommé général de brigade avec action immédiate par l'empereur, ce que ce dernier refuse pour conserver son commandement des lanciers de la garde impériale,. Les Britanniques se replièrent alors que la pluie se mit à tomber,.

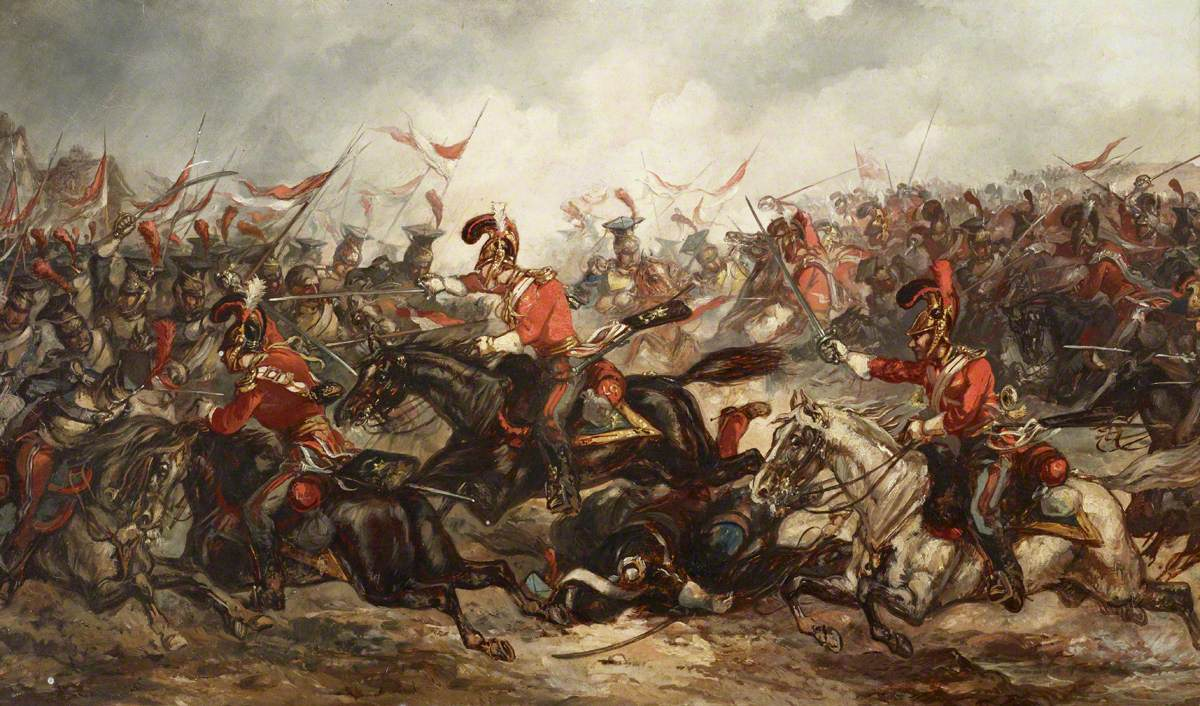
Vu d'artiste de la charge des Life Guards contre les lanciers français à Genappe.

##### Waterloo
Pour la journée du 18 juin, la brigade Somerset est placée en face de la ferme de la Haie Sainte qui avec le Hougoumont et la ferme de la Papelotte compose le dispositif défensif des alliés. La bataille commence à 11h30 avec l'offensive du prince Jérôme frère de Napoléon 1er. Après 12h, les Français du maréchal Ney de la 2e brigade du général de brigade Bourgeois de la 1re division d'infanterie composée du 28e régiment d'infanterie et du 105e régiment d'infanterie mettent en difficulté les défenseurs de la ferme et prennent le potager de la Haie Sainte et risquent de prendre la ferme stratégique au centre du champ de bataille. Le duc de Wellington fait alors envoyer des renforts notamment de la King's German Legion et des Hanovriens, comme le bataillion de Lünebourg. La 1re brigade Hanovrienne et la 2e brigade de la KGL arrivent à mettre en difficulté l'infanterie française avec le soutien des défenseurs de la ferme. Cette réaction des alliés est rapidement cassée par la charge de cuirassiers français. D'après Levavasseur, aide de camp du maréchal Ney, celui-ci avait prélevé dans un certain nombre de régiments de cuirassiers un escadron et avait formé une brigade de cavalerie lourde,. Après que l'infanterie française ait été repoussée en particulier par les Hanovriens, Ney ordonna à ce que les cuirassiers les chargent. C'est le colonel Crabet qui commanda la charge à laquelle participa aussi Gourgaud et Levavasseur. Le Major Baring ordonna à ses hommes du 2nd Light Battalion KGL de se replier dans les granges de la Haie Sainte. Le bataillon de Lünebourg n'eut pas le temps de se mettre à l'abri et fuya, leur colonel Klencke fut blessé. Ils se firent tailler en pièces par les Français. Les cuirassiers poussèrent leur avantage et attaquèrent les canons de la batterie Hew Ross et les servants cherchèrent refuge dans le chemin creux aujourd'hui disparu à cet endroit. Vers 1h, Uxbridge aperçut une forte colonne de cavalerie française composée de cuirassiers et de carabiniers, il décida de leur opposer la brigade Somerset et chargea à la tête de celle-ci entre la route et l'actuelle butte du Lion qui n'existait pas. Les lignes de bataille n'étant pas totalement droites, les combats entre les deux cavaleries commencèrent à la gauche française vers la butte du Lion actuelle. Les cuirassiers de la droite française arrivèrent sur le chemin creux (cet événement fut d'ailleurs repris par Victor Hugo dans Les Misérables). Cela les désordonna et ils durent aller en direction du carrefour de la chaussée de Charleroi poursuivis par le 2nd Life Guards. Un corps à corps s'ensuivit qui tourna en faveur des Français. Le lieutenant-colonel Robert Wallace, alors capitaine au 1st King's Dragoon Guards, écrivit que beaucoup de cavaliers britanniques furent gravement blessés en particulier au visage dans les combats face aux Français. Les cavaliers français se retirent et la brigade Somerset les poursuivirent mais fut la cible des fantassins français de Quiot du Passage. C'est principalement le 1st King's Dragoon Guards et le 2nd Life Guard's qui subirent les plus lourdes pertes comme le rapporte Somerset dans son rapport à Wellington fait par lui du fait de la blessure d'Uxbridge qui perdit une jambe. Du fait des pertes de la brigades Somerset, ils ne participèrent pas à la poursuite des Français.

### XIXe siècle
À leur retour en Grande-Bretagne, ils furent acclamés par la population et attirèrent l'attention du prince régent futur George IV qui exprima son désir de devenir colonel en chef du régiment en reconnaissance de leur bravoure lors de la bataille de Waterloo. Après la bataille de Waterloo, l'armée britannique ne sera pas engagée dans de grands conflits jusqu'à la guerre de Crimée. C'est un âge d'or pour les uniformes britanniques qui deviennent plus chatoyants et s'inspirent en partie des uniformes de la garde impériale française mais aussi du reste de l'armée française. George IV devint leur colonel en chef et le régiment servit à la garde des résidences royales ainsi que quand c'était nécessaire au maintien de l'ordre et furent vite surnommés par la population « Bouchers de Piccadilly ».

#### L'Afrique

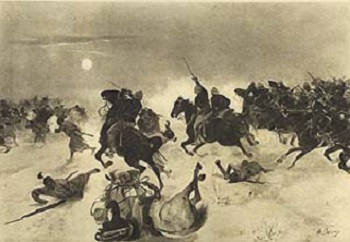
Charge de Kassassin.

Le 1st Life Guards reprit du service qu'en 1881 à l'occasion de la guerre anglo-égyptienne, trois régiments de la household cavalry sont envoyés en Égypte. C'est la reine Victoria qui imposa à l'adjudant général Garnet Joseph Wolseley leur présence suite au refus de ce derniers de les intégrer dans le corps expéditionnaire pour lutter contre la révolte ʻUrabi menée par Ahmed Urabi. À peine débarqué en Égypte que l'état major leur donne pour mission de secourir les défenseurs de l'écluse de Kassassin. L'écluse est défendue par 2 000 soldats britanniques encerclés par les Égyptiens. Ils doivent parcourir les 6,5 km qui les séparent de Kassassin alors que la nuit est déjà tombée. La charge se fit dans la nuit du 28 août 1882, le 1st Life Guards, 2nd Life Guards, 7th Hussars et Royal Horse Artillery mirent en déroute les Égyptiens,. Ils furent ensuite présents lors de la bataille de Tel-el-Kebir,. Après la charge de l'infanterie, Wolseley ordonna à la cavalerie de charger, la victoire permit la sécurisation du canal de suez,. Ils entrèrent au Caire par la suite, et Tawfiq Pacha fût remis sur son trône de Khédive. C'est la dernière guerre à laquelle ils participent en uniforme écarlate. Les officiers du régiment vont insister auprès de la reine pour que l'uniforme soit désormais kaki comme ceux de l'armée de l'inde car cela est mieux adapté à la guerre industrielle. Après avoir initialement refusé, la reine accepta le changement de tenue pour le combat.
En 1899, des détachements de la housold cavalry sont envoyés en Afrique australe pour combattre lors de la seconde guerre des Boers. Ils sont présents lors du siège de Kimberley ainsi que lors de la bataille de Paardeberg.

### Première Guerre mondiale

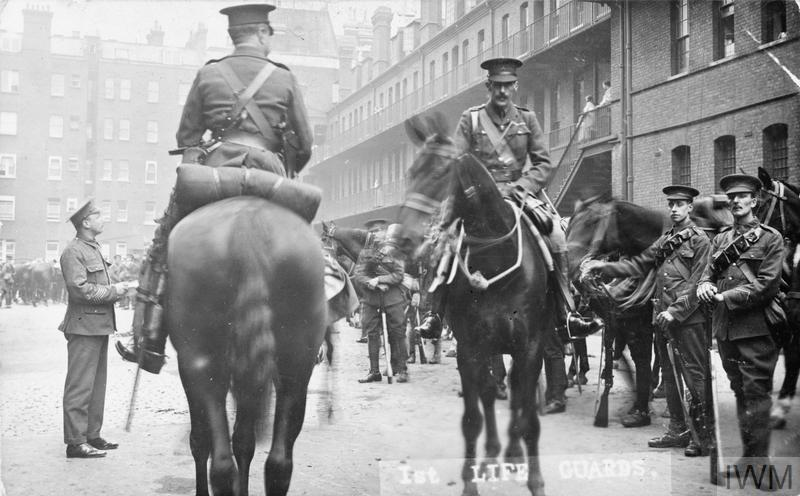
Le 1st Life Guards le 15 août 1914 à Hyde Park.

Suite à l'invasion de la Belgique par l'Empire allemand le 4 août 1914, le Royaume-Uni entre en guerre aux côtés de la France, l'Empire russe, la Serbie et la Belgique. Le corps expéditionnaire britannique ou BEF est envoyé en Belgique pour soutenir les Français et les Belges face aux Allemands. Un escadron du régiment fût détaché et incorporé dans la 4e brigade de cavalerie de la 1re division de cavalerie. L'escadron reçut l'ordre de se rendre à Mons pour participer aux derniers affrontements de la bataille des Frontières et ralentir la 1re armée allemande du general von Kluck. Ils sont présents le 23 août à la bataille de Mons, ils sont ensuite redéployés en France à Le Cateau-Cambrésis et le 26 août participent à la bataille du Cateau. Ils doivent ensuite faire retraite lors de la Grande Retraite. Ils se replient jusqu'à la Marne et participent à la bataille de la Marne qui stoppe l'avancée de la 1re armée. Ensuite, ils sont à la bataille de l'Aisne. Alors que jusqu'alors il n'y avait qu'un escadron présent, en octobre le reste du régiment est envoyé en Belgique, arrivant en Belgique le 8 octobre et incorporé au sein de la 7e brigade de cavalerie de la 3e division de cavalerie. Le régiment, qui avait été utilisé surtout pour de la reconnaissance ou des attaques rapides, est démonté quand le front se stabilise. Le régiment au complet participe à la bataille de Messines du 12 octobre au 2 novembre 1914 et sont également engagés lors de la bataille d'Armentières du 13 octobre au 2 novembre 1914, ainsi que lors de la première bataille d'Ypres,. En 1915, toujours en Flandre, ils sont engagés lors de la seconde bataille d'Ypres entre le 22 avril et le 24 mai 1915,,. En 1916, ils sont à la bataille de la Somme et à la bataille d'Albert,. En 1917, ils sont à la bataille d'Arras, à la bataille de Passchendaele, à la bataille de Broodseinde et à la bataille de Poelcappelle,. En 1918, ils sont présents lors de la seconde bataille de la Somme, lors de l'offensive des Cent-Jours et lors de la bataille de Cambrai,,. Après la guerre, ils rentrent au Royaume-Uni, en 1922, le 1st et le 2nd Life Guards fusionnent pour former les Life Guards toujours en activité aujourd'hui.

## Colonels en chef

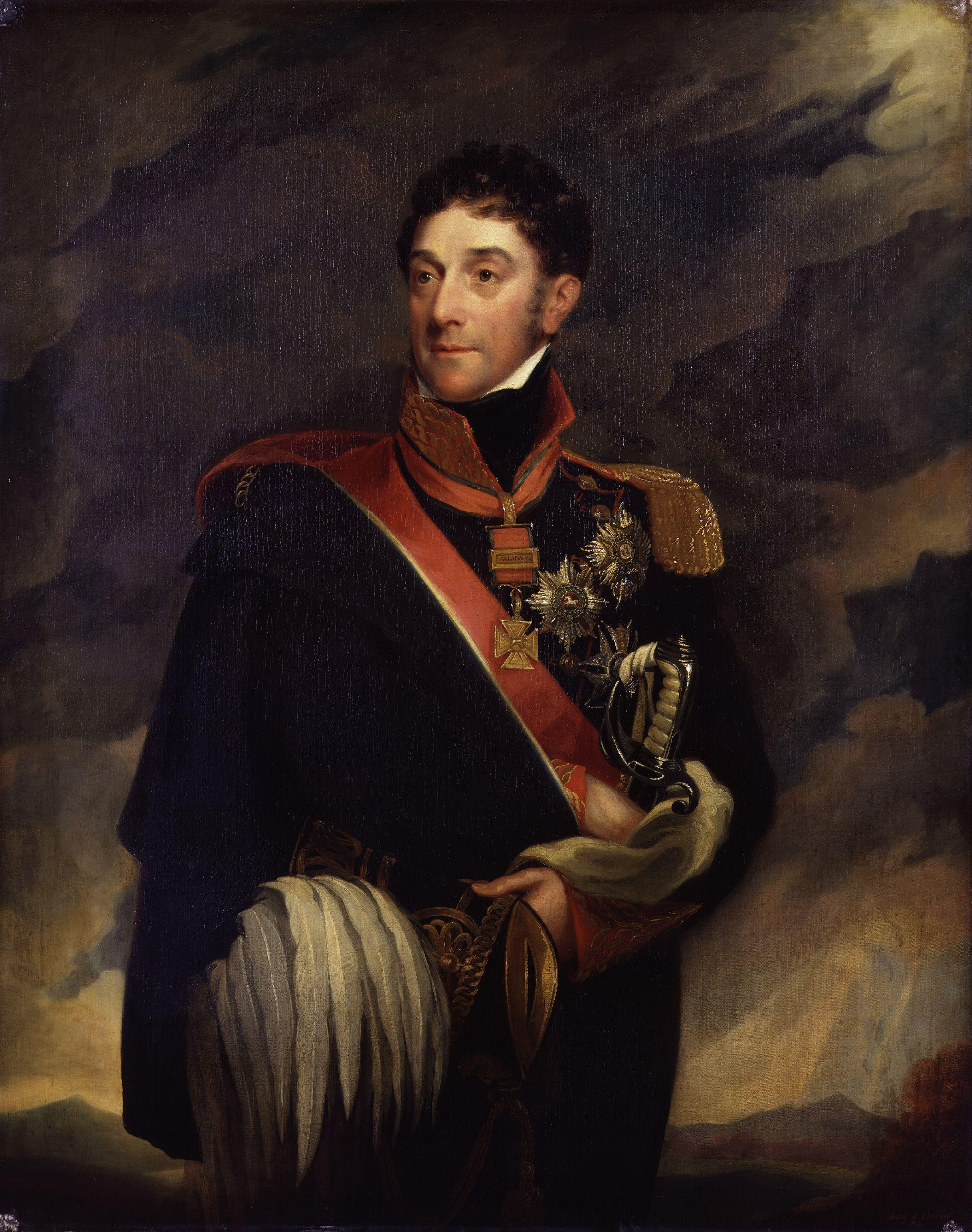
Field marshal Stapleton Cotton 1er vicomte Combermere, Huile sur toile de Mary Martha Pearson (1872), National Portrait Gallery, Londres.

- Field marshal Stapleton Cotton 1er vicomte Combermere, Huile sur toile de Mary Martha Pearson (1872), National Portrait Gallery, Londres.Prince régent puis roi du Royaume-Uni et de Hanovre George IV (1815 - 1830)
- Roi du Royaume-Uni Guillaume IV (1830 - 1837)
- Prince de Galles puis roi du Royaume-Uni, du Canada, d'Australie, de Nouvelle-Zélande, de Terre Neuve et Empereur des Indes Édouard VII (1880 - 1910)
- Roi du Royaume-Uni, du Canada, d'Australie, de Nouvelle-Zélande, de Terre Neuve, d'Afrique du Sud, de l'État libre d'Irlande et Empereur des Indes George V (1910 - 1922)

## Colonels du régiment
- 1788–1789 : Général William Kerr (5e marquis de Lothian)
- 1789–1792 : Général Joseph Yorke (1er baron Dover)
- 1792–1829 : Général Charles Stanhope (3e comte de Harrington)
- 1829–1865 : Field marshal Stapleton Cotton (1er vicomte Combermere)
- 1865–1888 : Field marshal George Bingham (3e comte de Lucan)
- 1888–1902 : Field marshal Édouard de Saxe-Weimar-Eisenach
- 1902–1907 : Lieutenant général Dudley FitzGerald-de Ros (23e baron de Ros)
- 1907–1920 : Field marshal Francis Grenfell (1er baron Grenfell)
- 1920–1922 : Field marshal Edmund Allenby (1er vicomte Allenby)

## Galerie

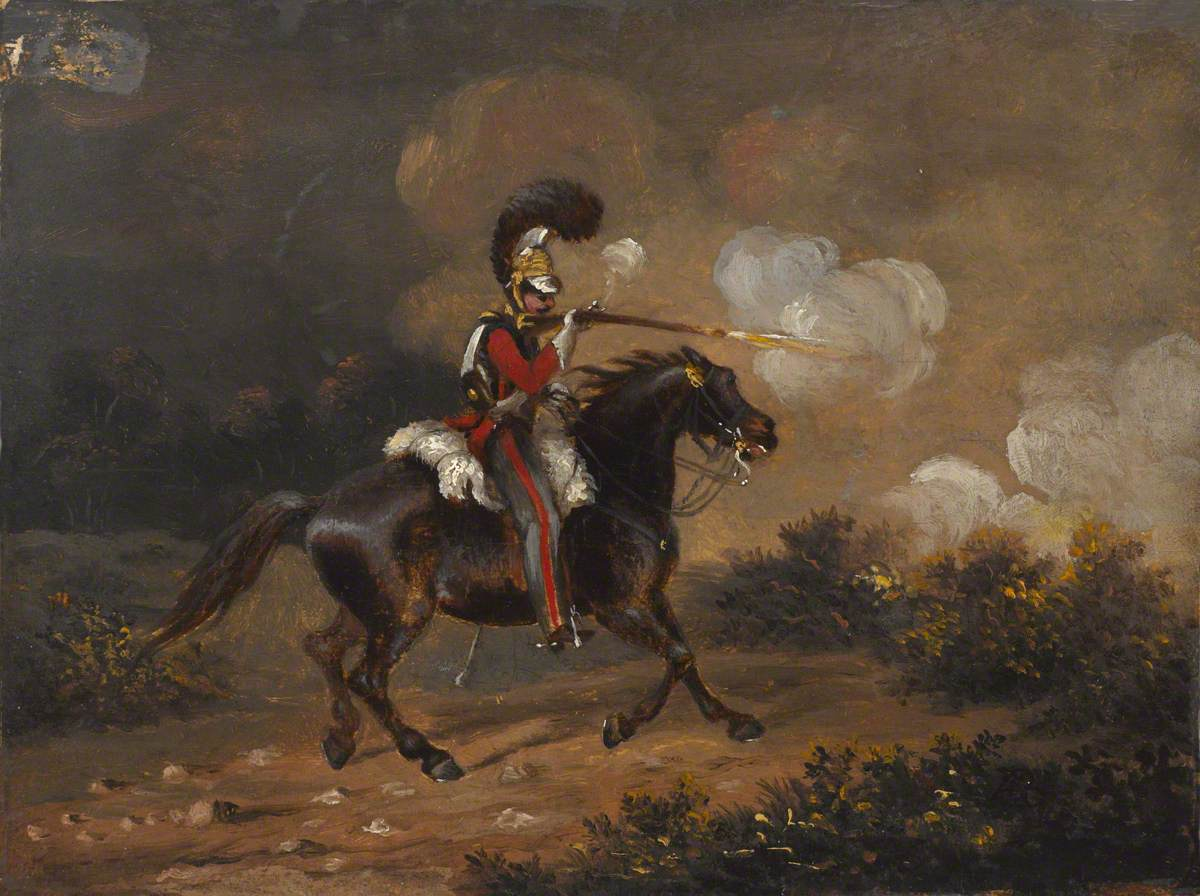
Cavalier du 1st Life Guards vers 1830 (National Armt Museum).
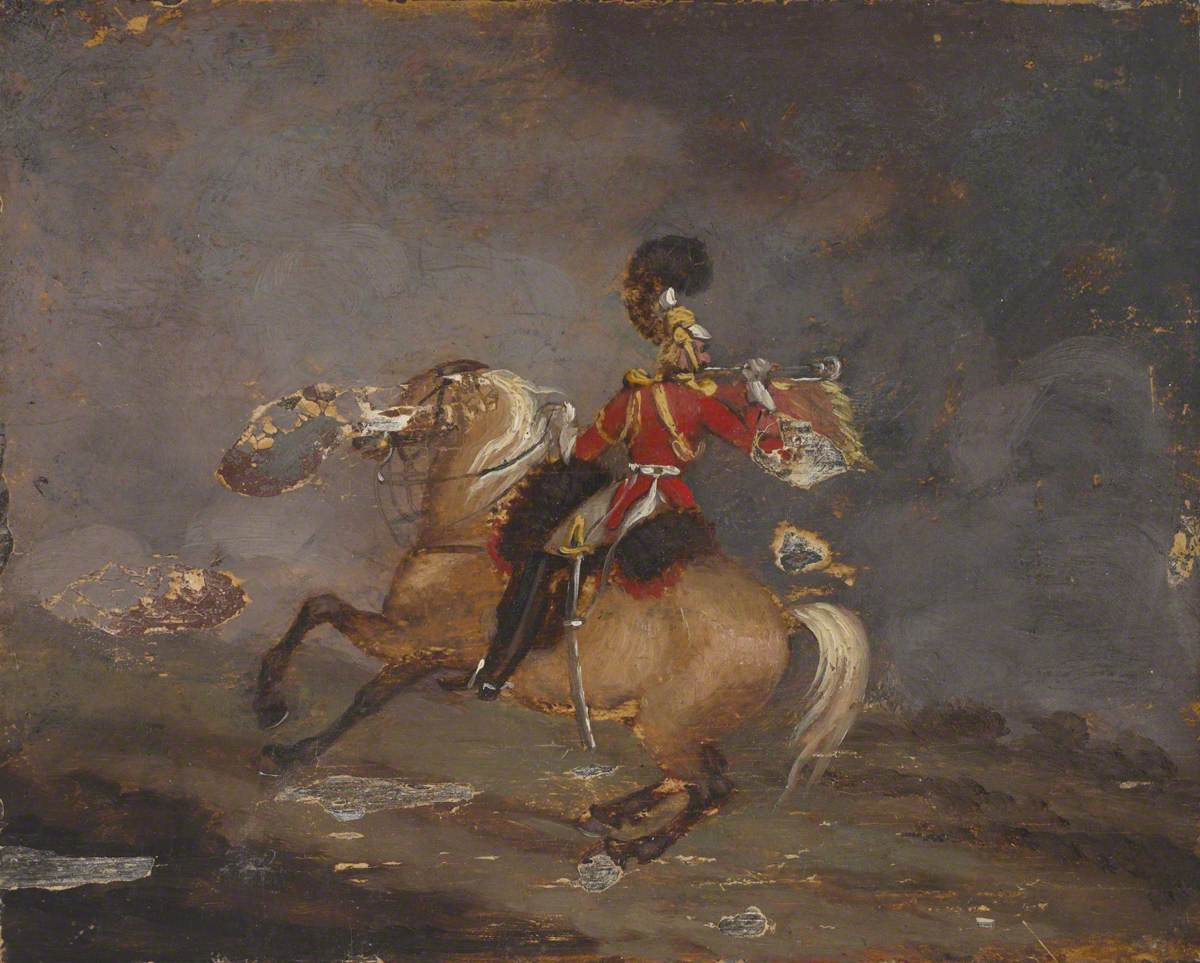
Trompette du 1st Life Guards vers 1830 (National Army Museum).
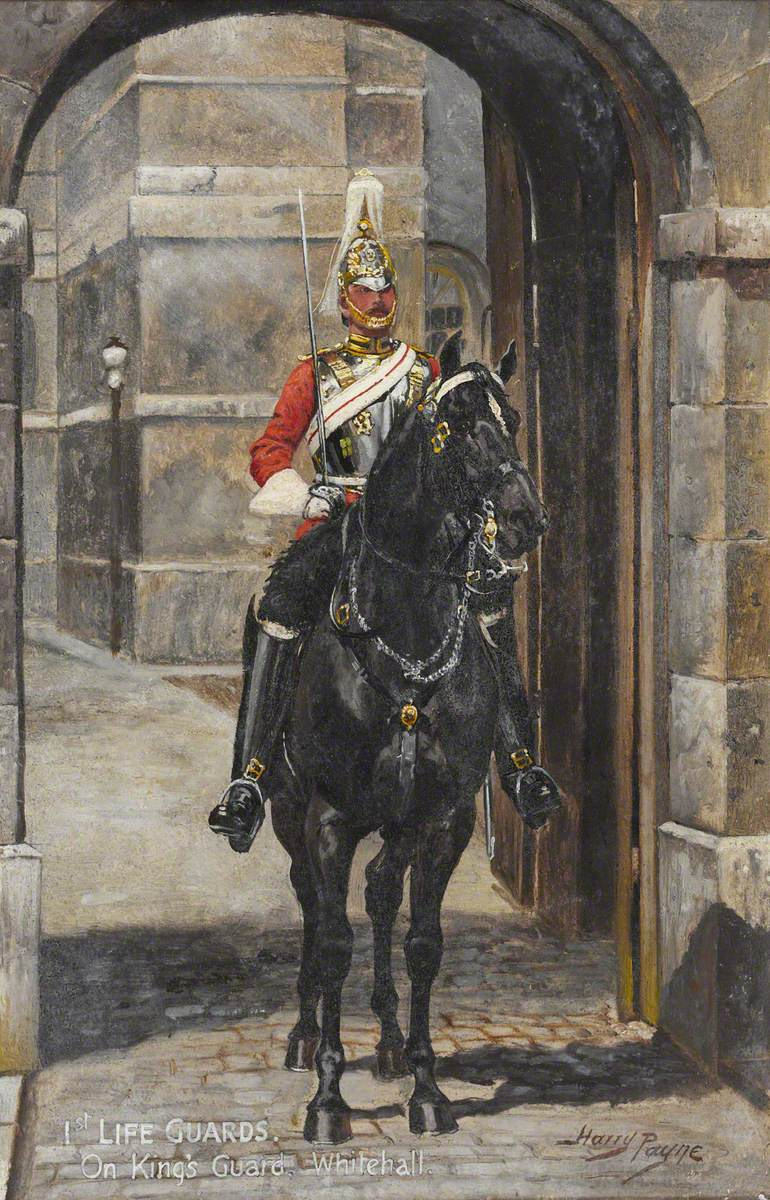
Life Guards en service à Whitehall, Harry Payne (National Army Museum).
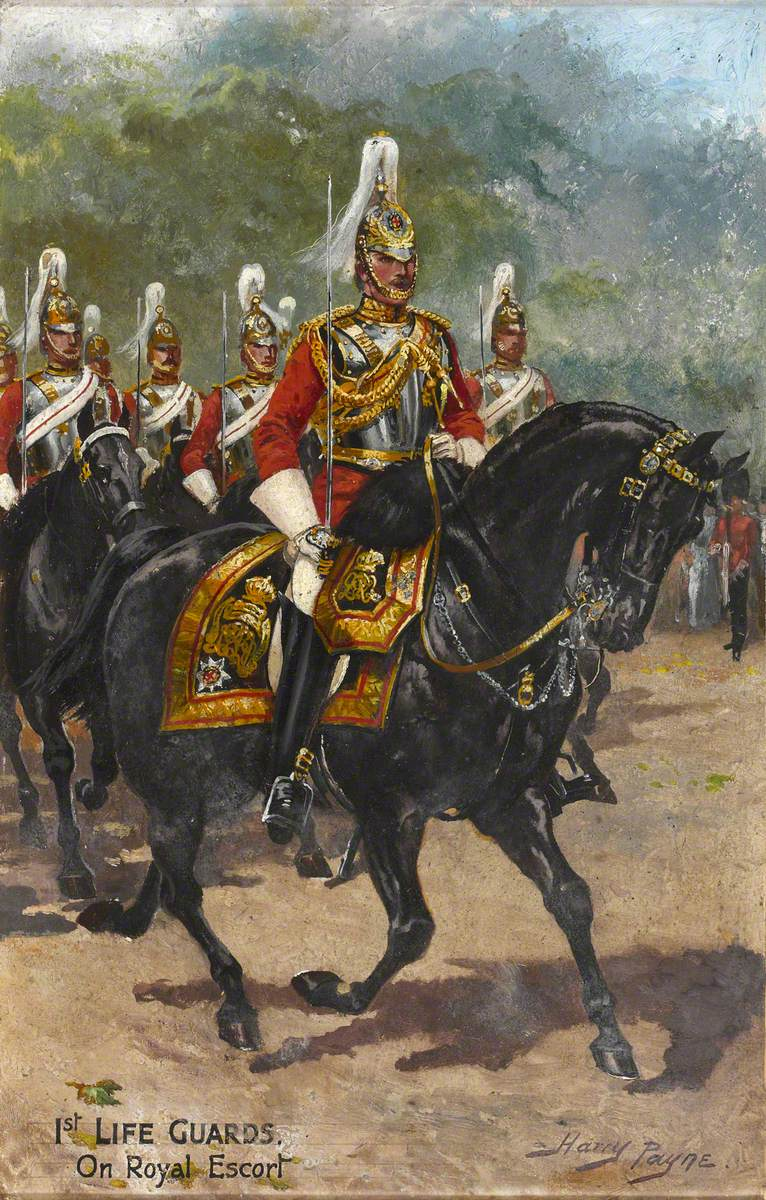
Life Guards lors de l'escorte royale vers 1905, Harry Payne (National Army Museum).
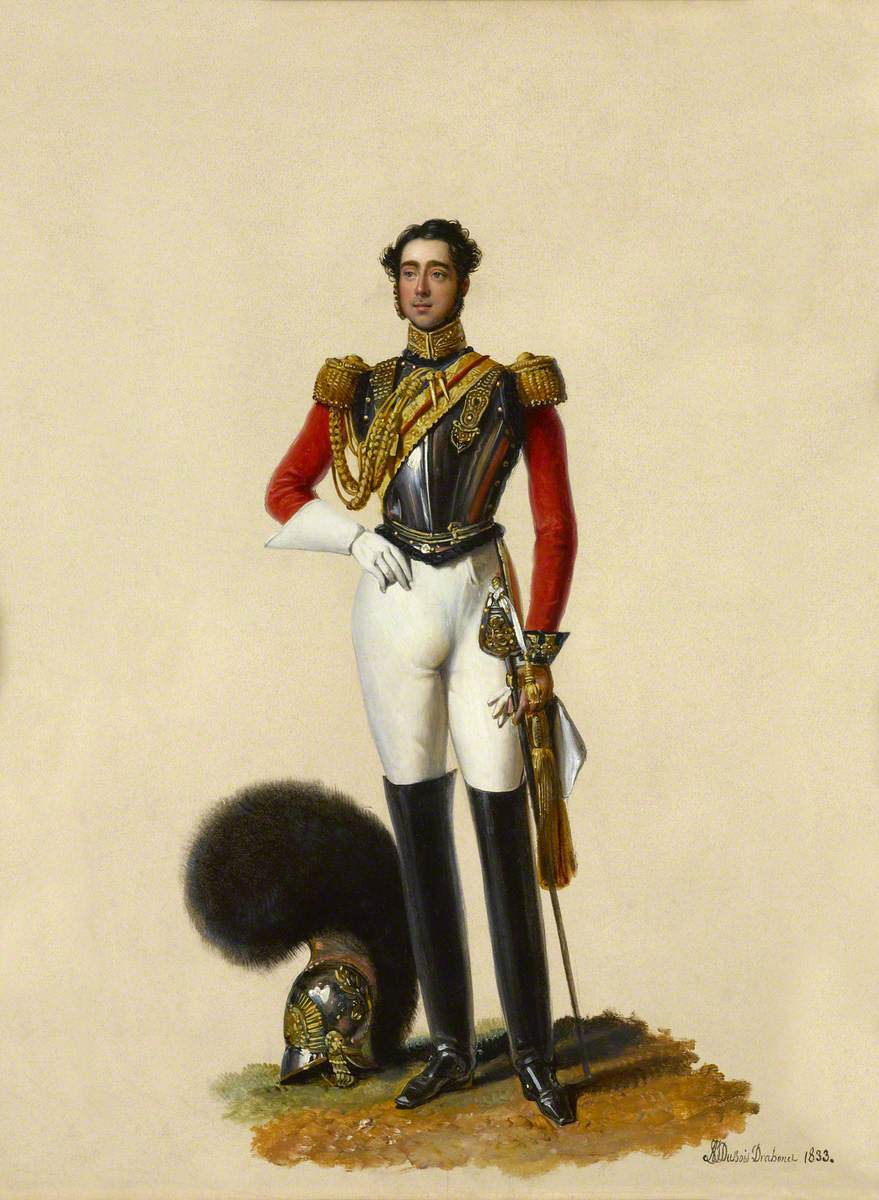
Lieutenant Thomas Myddleton Biddulph par Alexandre Jean Dubois Drahonet en 1833 (National Army Museum).
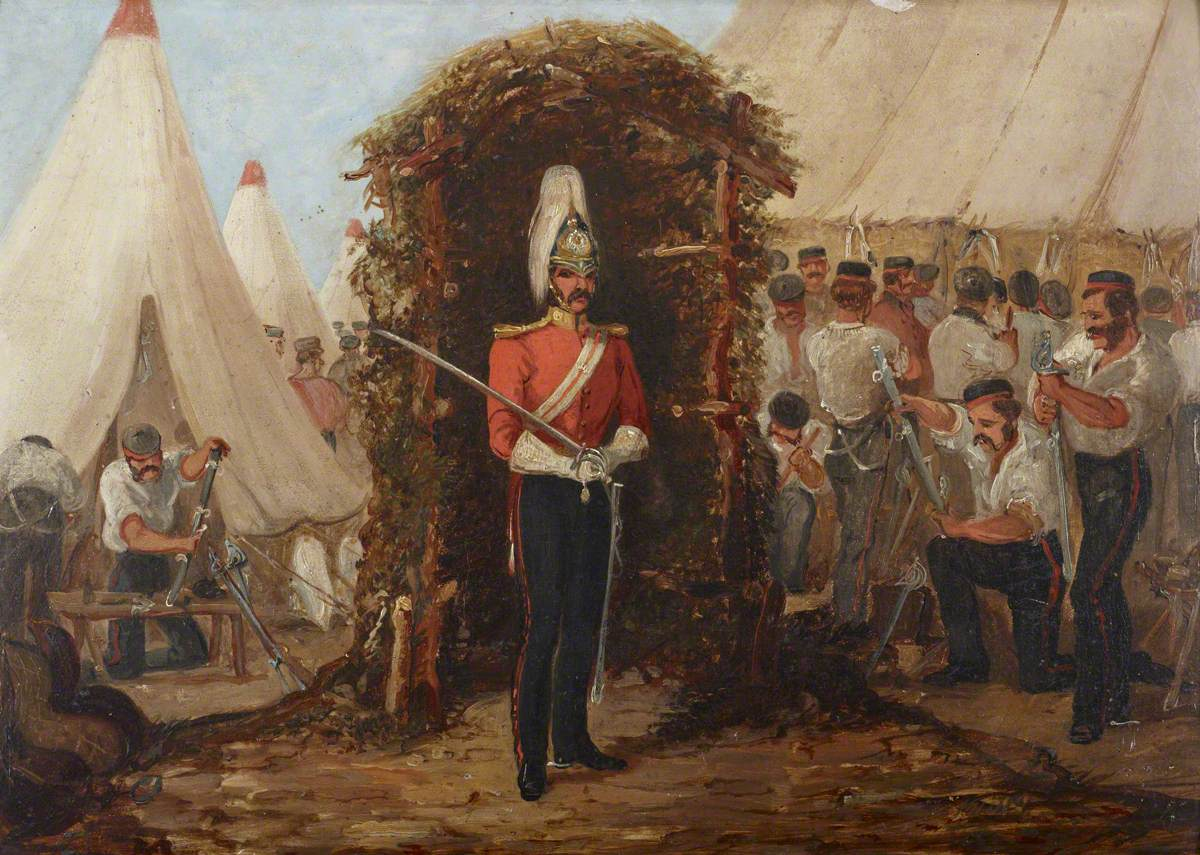
1st Life Guards par Samuel Henry Alken.
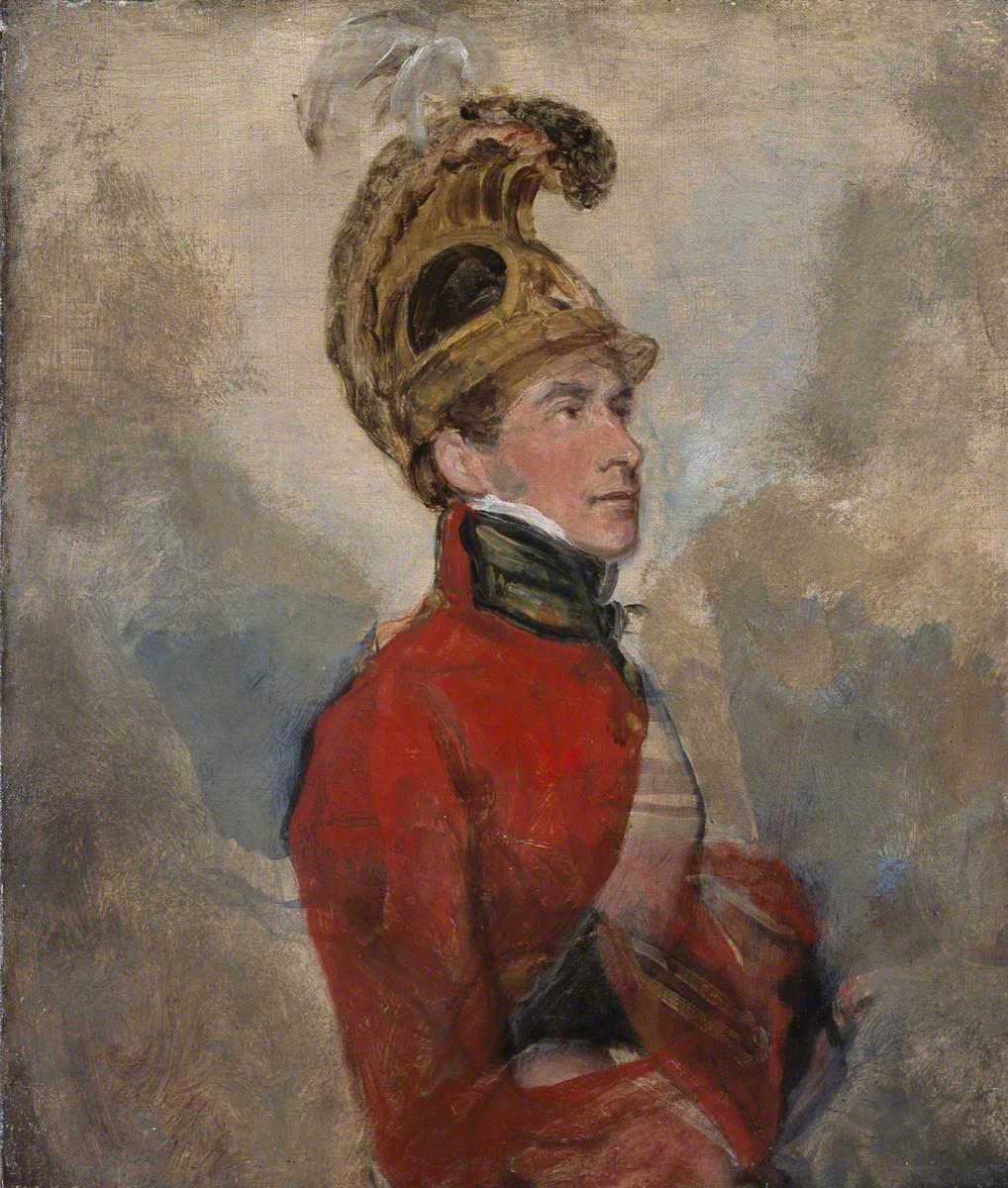
George Jones (1786-1869) officier des Life Guards, (National Army Museum).
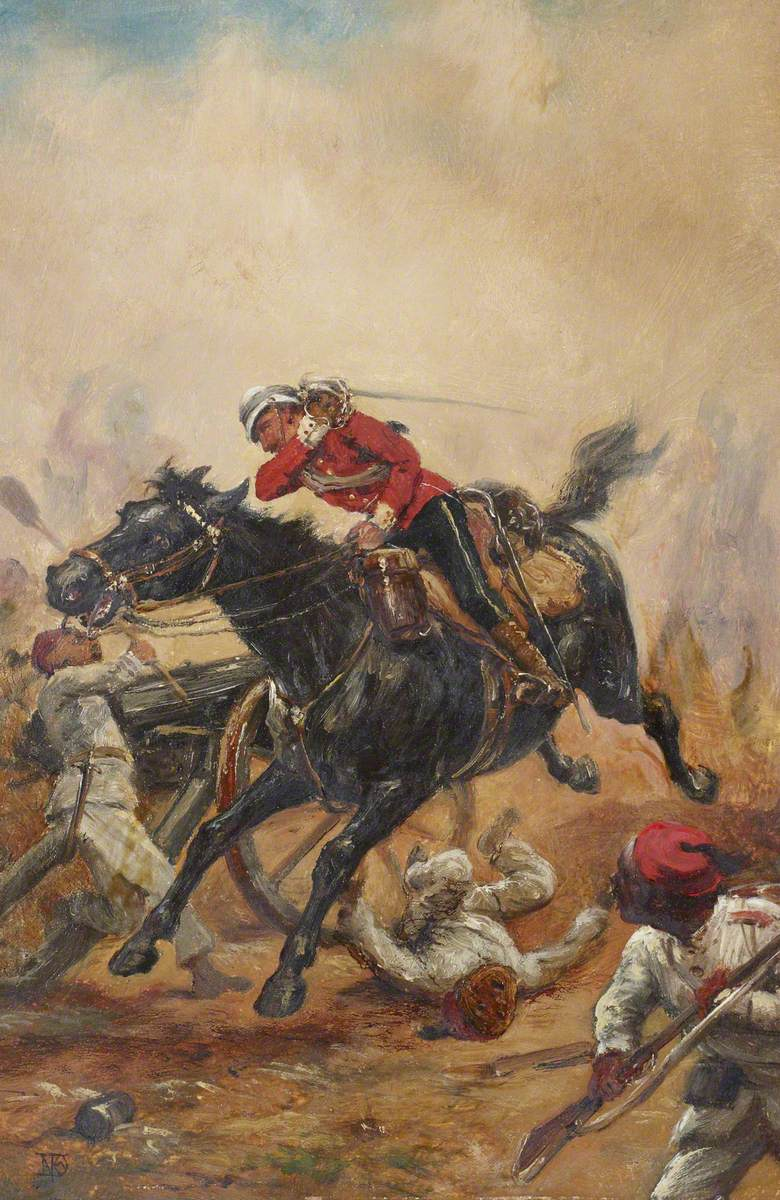
Les Life Guards à la bataille de Tel-el-Kebir.
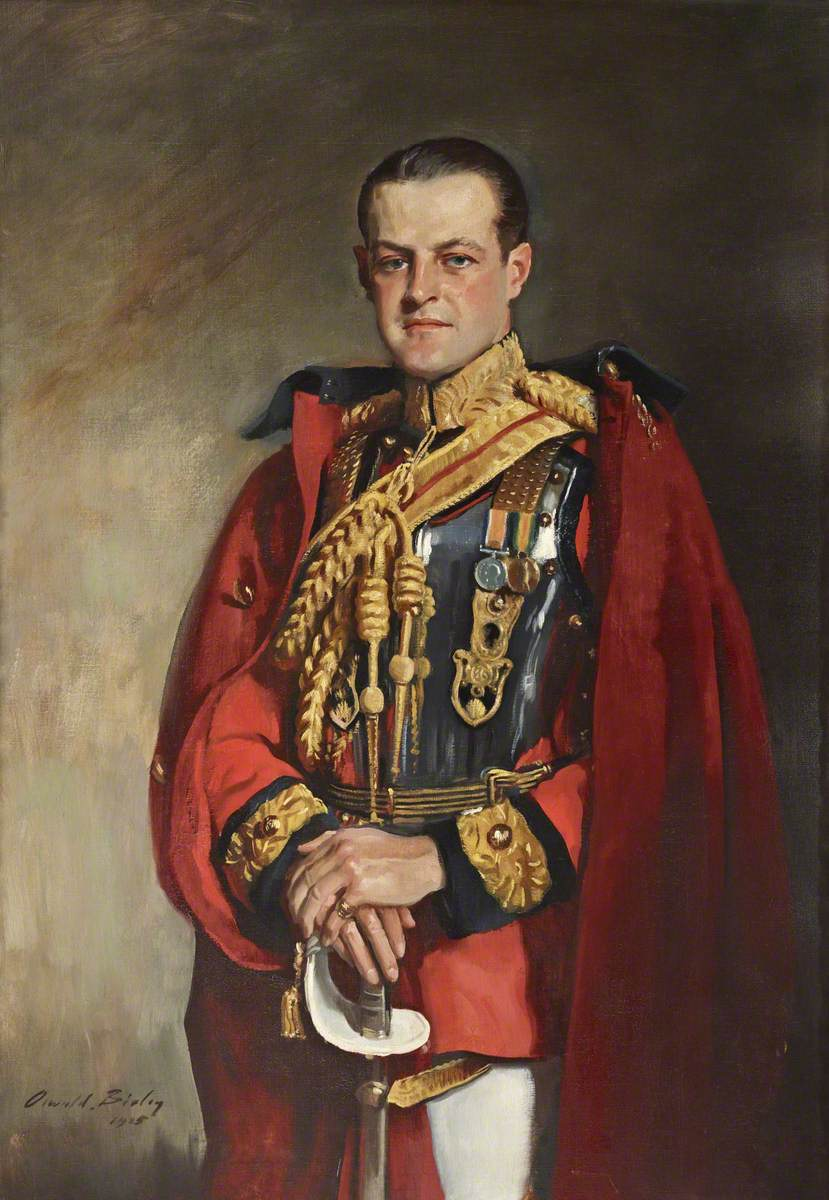
Urban Huttleston Broughton par Oswald Birley.

## Articles liés
- Life Guards